# Privilege Style
Privilege Style je charterová letecká společnost se sídlem v Madridu ve Španělsku. Její hlavní základnou je madridské letiště Barajas.

## Dopravní služby
Mezi její VIP zákazníky patří několik španělských společností a také týmy ze španělské první fotbalové ligy. V červnu 2014 provozovala společnost lety č. 5 a č. 6 z Helsinek na New Yorku JFK pro Finnair, zatímco jeden z jejich Airbusů A330 byl mimo provoz kvůli údržbě. V létě v roce 2015 pronajala svůj Boeing B767-300 a B777-200ER společnosti El-Al Israel Airlines.

## Flotila

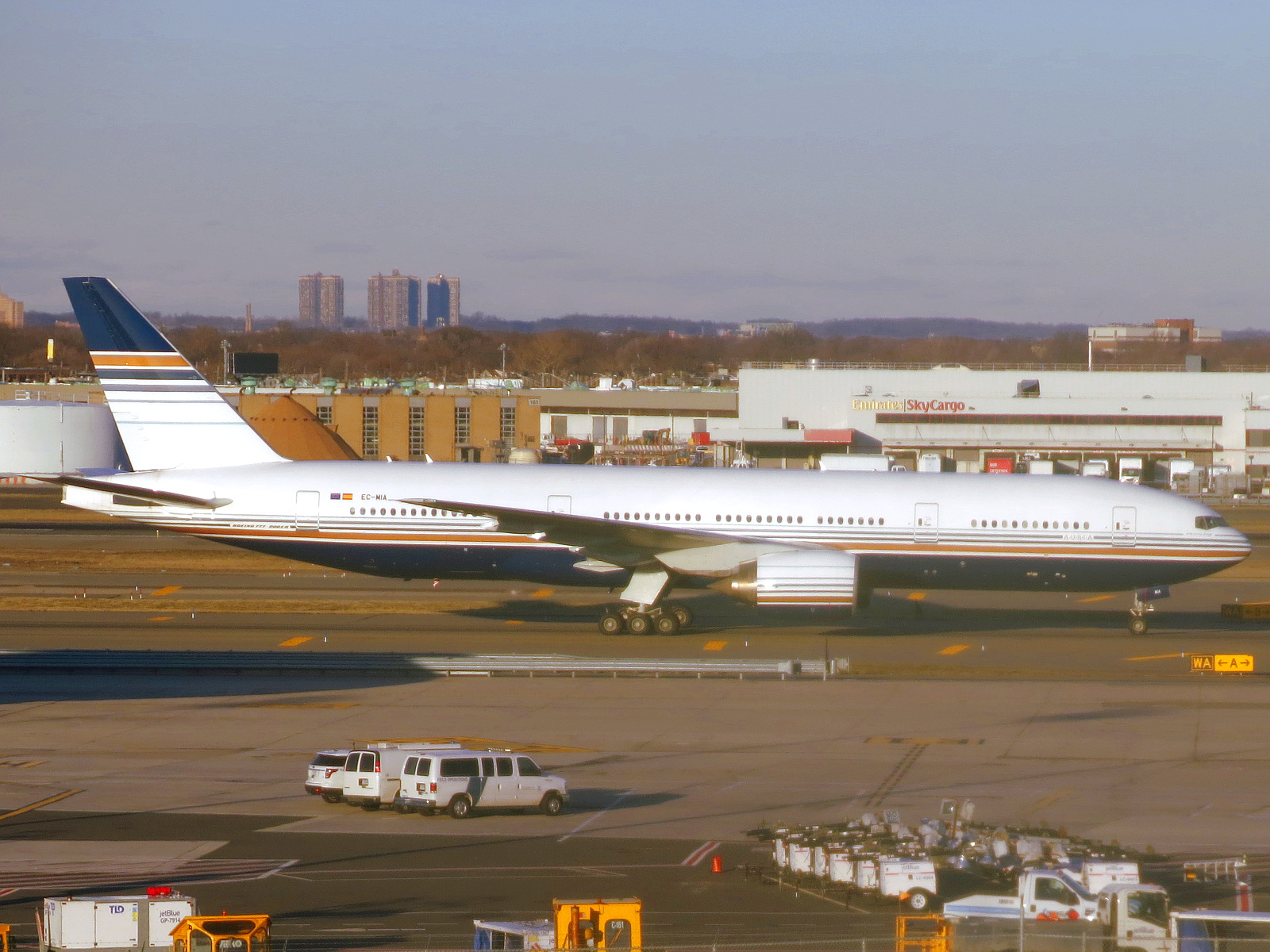
Boeing 777-200ER společnosti v New Yorku.